# 247 aC
El 247 aC va ser un any del calendari romà prejulià. Durant la República i l'Imperi Romà, era conegut com a any del consolat de Buteó i Metel (o també any 507 ab urbe condita). L'ús del nom «247 aC» per referir-se a aquest any es remunta a l'alta edat mitjana, quan el sistema Anno Domini va ser el mètode de numeració dels anys més comú a Europa.

## Esdeveniments

### Imperi Part
- Tiridates I és proclamat rei de Pàrtia, segons Flavi Arrià, que diu que era germà i successor d'Arsaces I de Pàrtia. El seu nom durant el regnat seria Arsaces II. Els historiadors moderns dubten de la seva existència.[2]

### Antiga Grècia
- La flota de Ptolemeu Evèrgetes ocupa Lisimaquea i altres ciutats de la costa de Tràcia, que va pertànyer per bastants anys als reis egipcis.[3]

### Roma
- Aquest any són elegits cònsols Numeri Fabi Buteó i Luci Cecili Metel.[4][5]
- Buteó en el curs de la Primera Guerra Púnica dirigeix el setge de Drepanum. Cecili Metel es va quedar a Roma.[6]

### Antiga Xina
- Qin Shi Huangdi (Zheng) ascendeix al tron i comença la dinastia Qin que succeïx a la dinastia Zhou.[7]

## Naixements
- Hanníbal Barca, general cartaginès (data aproximada).[8]

## Necrològiques
- Arsaces I rei de Pàrtia. Segons Flavi Arrià va morir potser aquest any i el va succeir el seu germà Tiridates I o Arsaces II però els historiadors moderns pensen que Tiridates és una interposició inventada o errònia i que el germà mai no va existir. Arsaces I hauria viscut fins al 214 aC quan el va succeir el seu fill Artaban I (Arsaces II).[9]